# Tots eren fills meus
Tots eren fills meus (All My Sons en el seu títol original en anglès) és una obra de teatre escrita per Arthur Miller. L'obra es va estrenar al Coronet Theatre de Broadway, a Nova York, el 29 de gener de 1947, i es va mantenir en cartell fins al 8 de novembre de 1947 (328 representacions).

## Antecedents
Arthur Miller va escriure Tots eren fills meus després del fracàs de la seva primera obra de teatre, The Man Who Had All the Luck. Miller va prometre que si Tots eren fills meus no triomfava, "buscaria alguna altra línia de treball".
L'obra es basa en una història real, que la llavors sogra d'Arthur Miller havia ressenyat en un periòdic de Nova York, sobre una dona que va denunciar al seu pare per haver venut peces defectuoses a l'exèrcit dels Estats Units durant la Segona Guerra Mundial.
Miller es va inspirar en l'obra L'ànec salvatge, d'Henrik Ibsen, per construir la trama del seu text, on dos socis d'un negoci s'han d'enfrontar a les responsabilitats de les seves accions: un entoma les responsabilitats morals i l'altre, les legals. Del text d'Ibsen, Miller també va manllevar la idea de l'idealisme d'un personatge com a origen d'un problema.
La crítica del somni americà que es troba implícita a Tots eren fills meus va motivar que l'autor fos citat a comparèixer davant el Comitè d'Activitats Antiestatunidenques durant la dècada de 1950, període en el qual els Estats Units va caure en la histèria anti-comunista. Miller va enviar una còpia de l'obra a Elia Kazan, qui va dirigir la versió teatral original de All My Sons. Kazan havia estat membre del Partit Comunista i compartia els punts de vista d'esquerres de Miller. No obstant això, la seva relació va finalitzar quan Kazan va donar els noms de supòsits comunistes al Comitè d'Activitats Antiestatunidenques durant la "Caça de bruixes" del Maccarthisme.

## Personatges
- Joe Keller - 60 anys. Absolt després de ser acusat de proporcionar material aeri defectuós de la seva fàbrica durant la Segona Guerra Mundial, provocant la mort de 21 pilots. Durant tres anys i mig va culpar-ne al seu soci i antic veí, Steve Deever. Quan es descobreix la veritat, Joe justifica les seves accions dient que ho va fer per la seva família. Al final de l'obra se suïcida en un trist intent de lliurar a la seva família dels problemes que els ha causat i potser també per impedir que Kate l'odiï.
- Kate Keller- La mare. Sap que Joe és culpable, però viu en la negació mentre es dol per la desaparició del seu fill gran, Larry, que porta tres anys desaparegut en combat. Es nega a creure que Larry és mort i afirma que Ann Deever -qui torna de visita a petició del germà de Chris, Larry- continua sent "la noia d'en Larry". Creu que Larry també tornarà.
- Chris Keller - 32 anys. Va tornar a casa des del front euorpeu dos anys abans de l'inici de l'acció de l'obra, pertorbat en constatar que el món vivia com si res hagués passat. Convida Ann Deever a la casa dels Keller per a demanar la seva mà en matrimoni, però el seu gran obstacle és la convicció de Kate que Larry, el promès d'Ann desapergeut en combat, tornarà algun dia. La idolatria cap al seu pare es converteix en desolació quan sap el que va fer Joe.
- Ann Deever - 26 anys. Arriba a la casa dels Keller, després d'haver trencat la relació amb el seu "culpable" pare des que aquest va entrar a la presó. Va tenir una relació amb Larry Keller abans de la seva desaparició i, des de llavors, ha afrontat sola la vida, perquè sap la veritat del destí del jove. Ann espera que els Keller aprovin el seu matrimoni amb el germà petit de Larry, Chris, amb qui ha estat mantenint correspondència durant dos anys. Ann aviat descobreix que tots els veïns creuen que Joe és culpable i, finalment, descobreix la veritat del cas després de la visita del seu germà gran, George. Ann, veient que és incapaç de convèncer a Kate que Larry se n'ha anat per sempre, li mostra una carta de Larry declarant la seva intenció de suïcidar-se després d'haver-se assabentat de l'entrada a la presó del seu pare.
- George Deever - 31 anys. És el germà gran d'Ann: un reeixit advocat de Nova York i veterà de la Segona Guerra Mundial, i un amic de la infància de Chris. Al principi va creure en la culpabilitat del seu pare, però en visitar a Steve a la presó, s'adona de la seva innocència i s'enfureix amb els Keller per haver-lo enganyat. Torna per a salvar a la seva germana del seu matrimoni amb Chris.
- Frank Lubey - 32 anys. Conegut de la família. No va servir en el front i va romandre als Estats Units, casant-se amb l'exparella de George, Lydia.
- Lydia Lubey - 27 anys. Antiga promesa de George i actual esposa de Frank.
- Jim Bayliss - És un metge d'èxit, però se sent frustrat amb la quietud sufocant de la seva vida. Vol convertir-se en investigador mèdic, però es manté al seu lloc de treball per a poder viure. És un amic pròxim de la família Keller.
- Sue Bayliss - És l'esposa de Jim.
- Bert  - Un nen que viu al barri i és amic d'en Tommy, el fill dels Bayliss. Tots dos visiten amb freqüència el pati dels Keller per a jugar a "la presó" amb en Joe. Només fa dues aparicions a l'obra: la primera sembla relativament poc important, però la segona és clau perquè encén les espurnes d'un atac verbal per part de la mare, quan menciona la paraula "presó", que fa evident el secret d'en Joe.

Personatges mencionats, però que no apareixen
- Larry Keller - Fill gran dels Keller, porta tres anys desaparegut en combat.
- Steeve Deever - El pare d'en George i l'Ann i antic soci d'en Joe Keller. Va ser condemnat a presó pel subministrament de peces defectuoses a l'exèrcit durant la Segona Guerra Mundial, un delicte que va cometre al costat de l'absolt Joe Keller.

## Sinopsi

### Acte I
L'obra comença un diumenge de finals d'agost de 1946. Joe Keller està llegint el periòdic del diumenge i parlant amb els seus veïns, el Dr. Jim Bayliss i Frank Lubey. Ann Deever, una antiga veïna ha vingut per a visitar a la família i està dormint a dalt. Mentre l'esperen, Joe i Chris parlen sobre l'arbre commemoratiu d'en Larry, que ha estat enderrocat durant la nit. Larry va ser declarat desaparegut durant la Segona Guerra Mundial i es presumeix mort, ja que no hi ha hagut notícies seves durant més de tres anys.
Kate s'aferra a l'esperança que tornarà, però Chris sent que és un error mantenir aquesta ficció davant ella. Aquí va ser quan ella va despertar.
Chris confessa al seu pare que vol casar-se amb Ann, que va ser la promesa de Larry abans de la Guerra; no obstant això, com Kate creu que Larry no ha mort, Ann continua sent tècnicament "la promesa de Larry". En casar-se amb Ann, Chris estaria donant Larry per mort, per la qual cosa Joe tem que Kate s'oposarà a la proposta de matrimoni.
Kate apareix i descriu el seu malson de la nit anterior: es tracta de Larry cridant-la mentre el seu avió és derrocat. Kate s'oposa quan Chris li diu que la família ha de tractar d'oblidar Larry. Kate confessa a Joe que recela dels motius de la visita d'Ann. Li assegura que Ann comparteix amb ella la creença que Larry està encara viu, i commina a Joe perquè continuï creient també.
Quan Ann finalment fa la seva entrada tots lloen la seva bellesa fins que li pregunta si encara està esperant Larry. Contesta que no, i al temps aprecia el desencantament en el rostre de Kate.
A través de la conversa, es revela a Steve Deever, el pare d'Ann, està complint condemna per la mort de vint-i-un pilots que es van estavellar a Austràlia a causa del material defectuós enviat per la fàbrica de la qual eren socis Keller i Deever en 1943. Keller insisteix que va ser responsabilitat de Deever. Ann, per part seva, ha evitat tot contacte amb el seu pare des que Larry va ser declarat desaparegut, i insisteix que les accions del seu pare pugui tenir amb relació a la mort de Larry.
Quan Chris i Ann es queden sols al pati, es declaren el seu amor, malgrat que Chris sembla una mica avergonyit. Chris li conta la seva experiència durant la guerra i li reconeix que està enutjat perquè, per a tothom, la vida ha continuat amb normalitat, i això afecta la seva capacitat d'acceptar el regal de ser estimat per Ann.
Truca per telèfon George, germà d'Ann, des de Nova York, avisant que es passarà per la casa després de visitar al seu pare en la presó per primera vegada. L'ombra de la preocupació apareix en el rostre de Joe.

### Acte II
Kate confessa a Chris la preocupació del pare, perquè George vulgui reobrir el cas del material defectuós. Arriba Sue Bayliss buscant Jim i li demana a Ann, que si es casa Chris, l'allunyi de la zona, perquè el seu idealisme és una mala influència per Jim. Jim sempre havia volgut convertir-se en un investigador mèdic, però Sue no ho desitja per no perdre posició econòmica.
Insisteix que és culpa de Chris que Jim vulgui ser un investigador. Sue, a més, insinua que la culpa de l'accident dels pilots va ser de Joe i afegeix que Chris i els altres saben alguna cosa sobre aquest tema. Ann el defensa, encara que es queda preocupada.
Chris tranquil·litza Ann dient-li que ell no seria capaç de perdonar al seu pare si hagués assassinat als pilots. Es restaura la fe d'Ann en Chris i Joe s'uneix a la conversa. Joe declara que oferirà un treball a Steve quan surti de la presó, però Ann respon que no li deu res a Steve i Chris es nega a tenir-lo en la planta.
Arriba Jim, que ha anat a recollir a George a l'estació de tren. Jim adverteix a Chris i Ann que George està enfadat i suggereix que parlin amb ell en algun lloc reservat, cosa a la que Chris s'oposa. Es deslliga una forta discussió, en la qual George intenta convèncer Ann que Chris sap que Joe és culpable i que va permetre que el seu pare assumís tota la responsabilitat. Ann es troba atrapada entre dos homes als quals estima, incapaç de reconciliar-los. Entra Kate, Chris i George deixen de discutir. Kate es mostra feliç de retrobar George. Quan arriba Joe, George el saluda només a contracor. Llavors arriba Lydia i es revela la seva antiga relació amb George. Lydia ha tingut tres fills, i mostra a George la vida que es va perdre mentre estava combatent en la Segona Guerra Mundial.
(Joe) Keller li pregunta a George sobre Steve i després afirma que en tota la seva vida, Steve mai va assumir la responsabilitat sobre les seves pròpies accions, per la qual cosa ara ha de ser culpable. Just quan sembla que George està convençut i que es compromet a quedar-se a sopar, Kate li diu que Keller mai ha estat malalt en quinze anys, desmentint així la coartada anteriorment arguïda per Keller que tenia la grip el dia en què Steve va permetre l'enviament de material avariat, i no havia pogut anar a l'oficina. George adverteix la relliscada i comença a interrogar a Joe.
Frank confecciona un horòscop de Larry i afirma que el dia en què se suposa que va morir era el seu "dia favorable" i, per tant, ha d'estar viu en algun lloc del món. Kate el creu sense vacil·lar i li diu a Ann que vagi amb el seu germà. Ella replica que quedarà fins que Chris vulgui.
Chris intenta insistir que es casarà amb Ann, però Kate finalment li diu que si Larry ha mort, Joe el va matar. Chris entén això en el sentit que Joe era culpable de l'enviament de les peces defectuoses. El que significa que hauria estat responsable de la mort de Larry. Keller per fi admet la seva culpabilitat, però justifica les seves accions dient que ho va fer per la seva família, per evitar el tancament de la fàbrica i garantir el benestar de la família. Chris rebutja aquesta explicació, dient-li al seu pare que la responsabilitat envers el seu país a vegades pes més que els compromisos amb el negoci i la família. Chris surt furiós, deixant a Joe destrossat pel sentiment de culpabilitat.

### Acte III
Kate espera al pati posterior a Chris, que havia agafat el cotxe sis hores abans i no ha tornat encara. Ann ha romàs a la seva habitació aquestes sis hores: després d'haver vist la sortida irada de Chris, per fi sap la veritat del que va ocórrer. Joe insisteix que Chris no entén el que significa la responsabilitat de la família, i que Larry sabia millor del que es tractava. Joe li diu a Kate que ho va fer tot per ella i els seus dos fills.
Quan apareix Ann, li demana a Kate que li digui a Chris que ella sap que Larry està mort, per la qual cosa no ha de sentir-se avergonyit pel seu amor. Kate continua insistint que Larry està viu; Ann repeteix que ella l'estimava i que no hagués si més no considerat casar-se amb cap altre si no estigués segura que havia mort. Finalment, Ann li demana a Joe que entri a la casa i agafi una carta que Larry li va escriure el dia que va morir; Ann confessa a Kate que ella no va portar la carta per a fer mal a la família, però tots dos queden devastats per la destrucció final de l'esperança de Kate.
Chris torna i li diu a Ann i a Kate que marxa a Cleveland a començar una nova vida; rebutja Ann quan ella li demana anar amb ell, dient que ell ja no pot suportar veure al seu pare, però tampoc pot decidir-se a manar-lo a la presó com es mereix i, per tant, no és un home digne d'ella. Quan Joe entra, s'enfronta a Chris i discuteixen sobre la culpabilitat del pare. Ann li lliura la carta de Larry a Chris; Kate tracta arrabassar-la-hi per a evitar que Joe senti el seu contingut, però és massa tarda.
Chris llegeix la carta en veu alta: descriu com, en assabentar-se de la recerca sobre l'incident i la sentència de culpabilitat del seu pare, Larry no podia suportar viure més; li deia a Ann que sabia que seria declarat desaparegut i li demanava que no l'esperés. Tots s'adonen que Joe va ser responsable de la mort de Larry: El jove s'havia adonat de la classe d'home que era el seu pare i es va llevar la vida en estavellar el seu avió durant una missió, en lloc d'afrontar el desencantament i la vergonya. En sentir aquesta notícia, Keller entra a la casa a buscar la seva jaqueta i lliurar-se a la policia, però mentre que Chris i Kate discuteixen sobre el seu enviament a presó i Ann assisteix a l'escena, se sent un tret. Joe s'ha llevat la vida. Ann corre a buscar el Dr. Bayliss, i Chris i Kate es queden sols en una estampa final del seu dolor.

## Produccions

### Reestrena de 2008
Es restrenó a Broadway el 18 de setembre de 2008. La producció va ser protagonitzada per John Lithgow, Dianne Wiest, Tony Patrick Wilson, i Katie Holmes, en el seu debut a Broadway.

### Producció de 2010 a Londres (West End)
David Suchet i Zoë Wanamaker van protagonitzar una producció a l'Apollo Theatre del West End de Londres. Suchet va interpretar a Joe Keller i Wanamaker a la seva esposa Kate. La producció també va comptar amb Jemima Rooper com Ann Deever i Stephen Campbell Moore com Chris Keller. L'espectacle es va mantenir en cartell des de maig fins a l'11 de setembre 2010.

## Adaptacions

### Pel·lícula de 1948

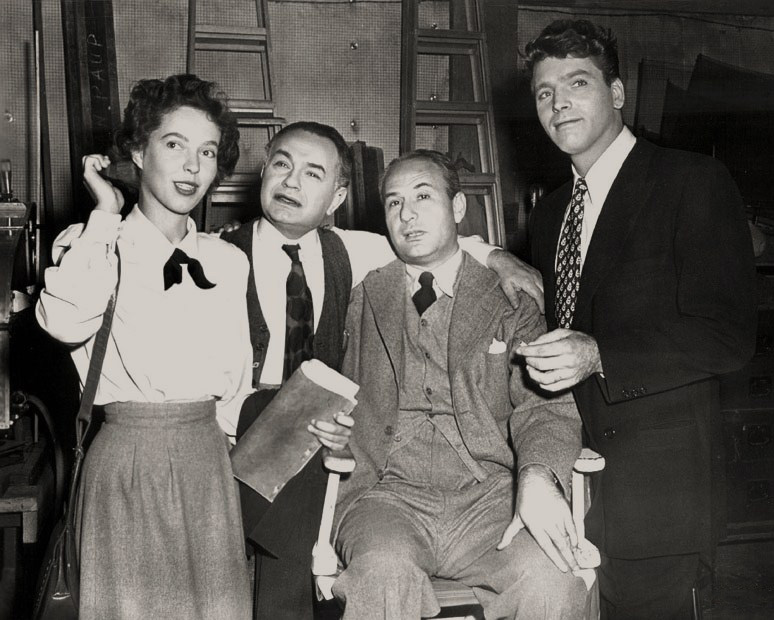
Foto publicitària de la pel·lícula de 1948: Louisa Horton, Edward G. Robinson, el productor Chester Erskine i Burt Lancaster.

El 1948, All My Sons es va adaptar per primer cop al cinema amb la pel·lícula dirigida per Irving Reis protagoitzada per Edward G. Robinson, en el paper de Joe Keller, i Burt Lancaster en el de Chris Keller. Louisa Horton va interpretar a Ann Deever i Mady Christians a Kate Keller. Al film, Steve Deever es renombrat com a Herbert Deever i fa una petita aparició en pantalla interpretat per Frank Conroy.

### Versió radiofònica de 1950
El 1950, al programa Lux Radio Theater es va radiar l'obra amb Burt Lancaster com Joe. L'obra va ser adaptada per S. H. Barnett i, com el film del 1948, també fa aparèixer el personatge de Steve Deever.

### Muntatge per a televisió de 1958
El 1958, l'obra va ser adaptada per a la televisió britànica per Stanley Mann, en una producció dirigida per Cliff Owen. El muntatge estava protagonitzat per Albert Dekker (Joe Keller), Megs Jenkins (Kate Keller), Patrick McGoohan (Chris Keller) i Betta St. John (Ann Deever).

### Pel·lícula per a televisió de 1987
El 1987 se'n va fer una adaptació per a televisió. Aquesta versió és més fidel a l'obra original d'Arthur Miller que la versió cinematogràfica de 1948. Els papers principals van ser interpretats per James Whitmore, en el paper de Joe Keller, Aidan Quinn (Chris Keller), Michael Learned (Kate Keller) i Joan Allen (Ann Deever). Aquesta versió va ser dirigida per Jack O'Brien.

### Versió radiofònica de 1998
El 1998 L.A. Theatre Works va produir una versió d'estudi per ser emesa per a ràdio a Voice of America i a la National Public Radio (NPR). El repartiment d'aquesta versió inloïa les veus de Julie Harris com a Kate Keller, James Farentino com a Joe Keller, Arye Gross com a Chris Keller i Naomi Jacobson com a Ann Deever. Posteriorment es va comercilaitzar en format CD.

## Produccions a Espanya

### Teatre
L'obra es va esrenar a Espanya el 2 de novembre de 1951 al Teatro de la Comedia de Madrid i va ser interpretada per Salvador Soler Marí, Carola Fernán Gómez, María Dolores Pradera, Julia Lorente, José Luis Heredia i Eduardo Moreno
Dotze anys després es va representar al Teatre Recoletos de Madrid el 12 de maig de 1963. Amb direcció de Ricardo Lucia, decorats d'Emilio Burgos i interpretació de Luis Prendes (Joe), María Luisa Ponte (Kate), Ricardo Lucia (Chris), Berta Riaza (Ann), Félix Navarro, Enrique Cerro i Ana María Ventura.
El 24 de març de 1988, José Tamayo Rivas dirigí un nou muntatge al Teatro Bellas Artes de Madrid, protagonitzat per Agustín González (Joe), Berta Riaza (Kate), Juan Meseguer, Eva García, Fernando Huesca, Anna Maria Barbany i Victoria Vivas.
Finalment, es va muntar de nou el 2010, en una versió dirigida per Claudio Tolcachir i protagonitzada per Carlos Hipólito (Joe), Gloria Muñoz (Kate), Fran Perea (Chris), Manuela Velasco (Ann), Jorge Bosch, Alberto Castrillo-Ferrer, Ainhoa Santamaría (Lydia), Nicolás Vega i María Isasi (alternant funcions amb Amanda Recacha). Aquesta versió es va poder veure al Teatre Poliorama de Barcelona durant el Festival Grec de Barcelona.
En català n'existeixen dues traduccions; la primera feta per Quim Monzó, estrenada a Barcelona el 1999, amb Julieta Serrano (Kate), Carles Canut (Joe), Roser Camí (Ann Deever) i Santi Ricart (Chris Keller), i la segona feta per Cristina Genebat per la producció que el Teatre Lliure va estrenar el 2023 sota la direcció de David Selvas, amb Jordi Bosch (Joe Keller), Emma Vilarasau (Kate Keller), Eduardo Lloveras (Chris Keller) i Clàudia Benito (Anne Deever).

### Televisió
En l'espai Estudio 1 de Televisió espanyola en dues ocasions:
L'1 de febrer de 1967. Amb realització de Gustavo Pérez Puig i protagonitzada per María Luisa Ponte, José Bódalo, Álvaro de Luna, María Luisa Merlo, Carmen Rossi i Ana María Vidal.
El 22 de juny de 1973, amb realització d'Alberto González Vergel i interpretació de Narciso Ibáñez Menta (Joe), Julián Mateos (Chris), Marisa Paredes (Ann), Luisa Sala (Katie), Rafael Arcos, Marisol Ayuso, Antonio Duran, Enrique Cerro i Pilar Barrera.